# Drescha
Drescha is een dorp in de Duitse gemeente Altenburg in  Thüringen. De gemeente maakt deel uit van het Landkreis Altenburger Land. Het dorp wordt voor het eerst vermeld in een oorkonde uit 976. Al in 1922 werd Drescha toegevoegd aan de stad Altenburg.